# Martin Maxa
Martin Maxa, vlastním jménem Ivan Varga, (* 15. března 1961 Most) je český zpěvák, kytarista, skladatel, malíř, moderátor, příležitostný herec; vystudovaný učitel tělesné výchovy, matematiky a bývalý závodní plavec.

## Životopis
Navštěvoval gymnázium v Teplicích, poté studoval nejprve architekturu, ale vystudoval Fakultu tělovýchovy a sportu na Univerzitě Karlově v Praze, kde získal magisterský titul. Po skončení vysokoškolských studií pracoval krátce jako učitel tělocviku a matematiky. Věnoval se přibližně patnáct let závodnímu plavání a dosáhl v něm vysoké úrovně. Díky své sportovní minulosti a fyzické kondici získal přezdívku "zpívající tělocvikář".
Je zakládajícím členem kapely Náhodná sešlost, která jej stále doprovází; taktéž je majitelem nemovitosti, ve které dříve sídlil hudební klub Pijonýr a v současné době buduje hotelový komplex. Vystupoval v muzikálu Tři mušketýři a v multimediálním muzikálu Naháči. Aktuálně hraje v divadelním představení Kšanda.
Kromě hudby se věnuje svému dalšímu koníčku, kterým je malování. Svými obrazy se prosadil dříve než v oblasti populární hudby. Největších úspěchů dosáhl v Německu.
Získal ocenění Skokan roku v anketě Zlatý slavík za rok 2000, v roce 2001 se ve stejné anketě umístil na 3. místě v kategorii Zpěvák roku. Jeho tehdejšími velkými hitem byla píseň C'est la vie, Ráno v ulicích, Nabojníce, JE to prostý, Pomalý koně, Zimostráz, a duet s Helenou Vondráčkovou nazvaný Deja vu. Po boku Vondráčkové si zahrál i malou roli v komedii Kameňák 2 a později se objevil i v pokračování Kameňák 4.
V roce 2004 dostal dvouletou podmínku za to, že bránil finalistku Missis Gabrielu Tauberestovou, kterou ohrožoval její přítel.
Od roku 2005 spolumoderoval a zpíval v pořadu Politické harašení až do jeho zrušení v roce 2006.
V roce 2013 se stal moderátorskou posilou pořadu Prominenti TV Barrandov. V uvádění pořadu se střídal s Petrou Černockou a Monikou Marešovou.

### Osobní život
Je svobodný, s přítelkyní Sylvou má syna Ivana a dceru Emu, dále má dceru Barboru. V současné době věnuje Martin většinu svého volného času malování obrazů a skládání hudby. V říjnu 2012 vydal zatím své poslední, v pořadí již páté čistě autorské album.

## Politická angažovanost
Ve volbách do Senátu PČR v roce 2006 kandidoval jako nestraník za uskupení Jany Bobošíkové Politika 21 v obvodu č. 5 – Chomutov. V prvním kole získal 5,86 % hlasů, skončil na 5. místě, a nepostoupil tak do druhého kola.
V roce 2012 se zvažovalo, že by Maxa opět kandidovat ve volbách do Senátu PČR v roce 2012, znovu jako nestraník tentokrát za stranu Věci veřejné v obvodu č. 5 – Chomutov. Nakonec se však rozhodl kandidaturu nepřijmout.

## Diskografie
- C'est la vie (2001)
- Zpovědnice (2002)
- Desáté patro (2003)
- Zákulisí (2005)
- Best of (2007)
- Sám sebou (2012)